# L'Osservatore Romano
L'Osservatore Romano (italiensk, Den romerske observatør) er Vatikanstatens officielle avis. Den blev grundlagt i 1861, og ejes af Vatikanet. I tillæg til at dække nyheder af interesse for Den katolske kirke, trykker den pavelige dokumenter, annonceringer af udnævnelser og fratrædelser. Den udkommer dagligt undtagen om søndagen. Derudover udkommer der ugentlige udgaver på andre sprog.
Den første udgave af L'Osservatore Romano blev udgivet i Rom den 1. juli 1861, noget få måneder efter at Kongeriget Italien var blevet etableret den 17. marts 1861. Ordet daglig nyhedsavis blev lagt til den 31. marts 1862. Avisen bliver udgivet på forskellige sprog (sorteret efter år fra første udgivelse efter det enkelte sprog):
- Daglig på italiensk (1861)
- Ugentligt på fransk (1949)
- Ugentlig på italiensk (1950)
- Ugentlig på engelsk (1968)
- Ugentlig på spansk (1969)
- Ugentlig på portugisisk (1970)
- Ugentlig på tysk (1971)
- Månedlig på polsk (1980)
- Ugentlig på malayalam (2007)

Den daglige italienske udgave af L'Osservatore Romano bliver udgivet om eftermiddagen med et omslag med datoen for den påfølgende dag. Dette skaber misforståelser.
Den ugentlige engelske udgave kom ud den 4. april 1968. For øjeblikket bliver den distribueret til mere end 129 lande.